# Herguijuela (Cáceres)
Herguijuela es un municipio español de 317 habitantes (datos de población del INE de 2017) situado en la provincia de Cáceres (Extremadura), en la Comarca de Trujillo. Pertenece a la Mancomunidad Comarca de Trujillo y al Partido Judicial de Trujillo.

## Topónimo
Hasta 1800 se la conocía como Villa de la Calzada. El topónimo de Herguijuela parece venir del latín ecclesia, "iglesia", aunque esta teoría ha sido contrariada por considerar otros autores que proviene del teónimo prerromano Erge.

## Geografía
El término municipal limita al norte con Madroñera, al este con Garciaz, al sur con Conquista de la Sierra y al oeste con Santa Cruz de la Sierra.
Bañado por las aguas del río Alcollarín, el pueblo se encuentra entre las sierras de Marchaz y las Paredes. El terreno es ondulado, destacando el cerro Pedro Gómez, de 1.004 metros de altitud.
El clima de Herguijuela es típicamente mediterráneo, con una temperatura media de 17.3 °C y una pluviosidad anual media de 746mm.

## Demografía
Herguijuela cuenta con una población de 267 habitantes (INE 2024).
| Gráfica de evolución demográfica de Herguijuela entre 1842 y 2021                                                   |
| |
| Población de derecho según los censos de población del INE Población de hecho según los censos de población del INE |

## Historia

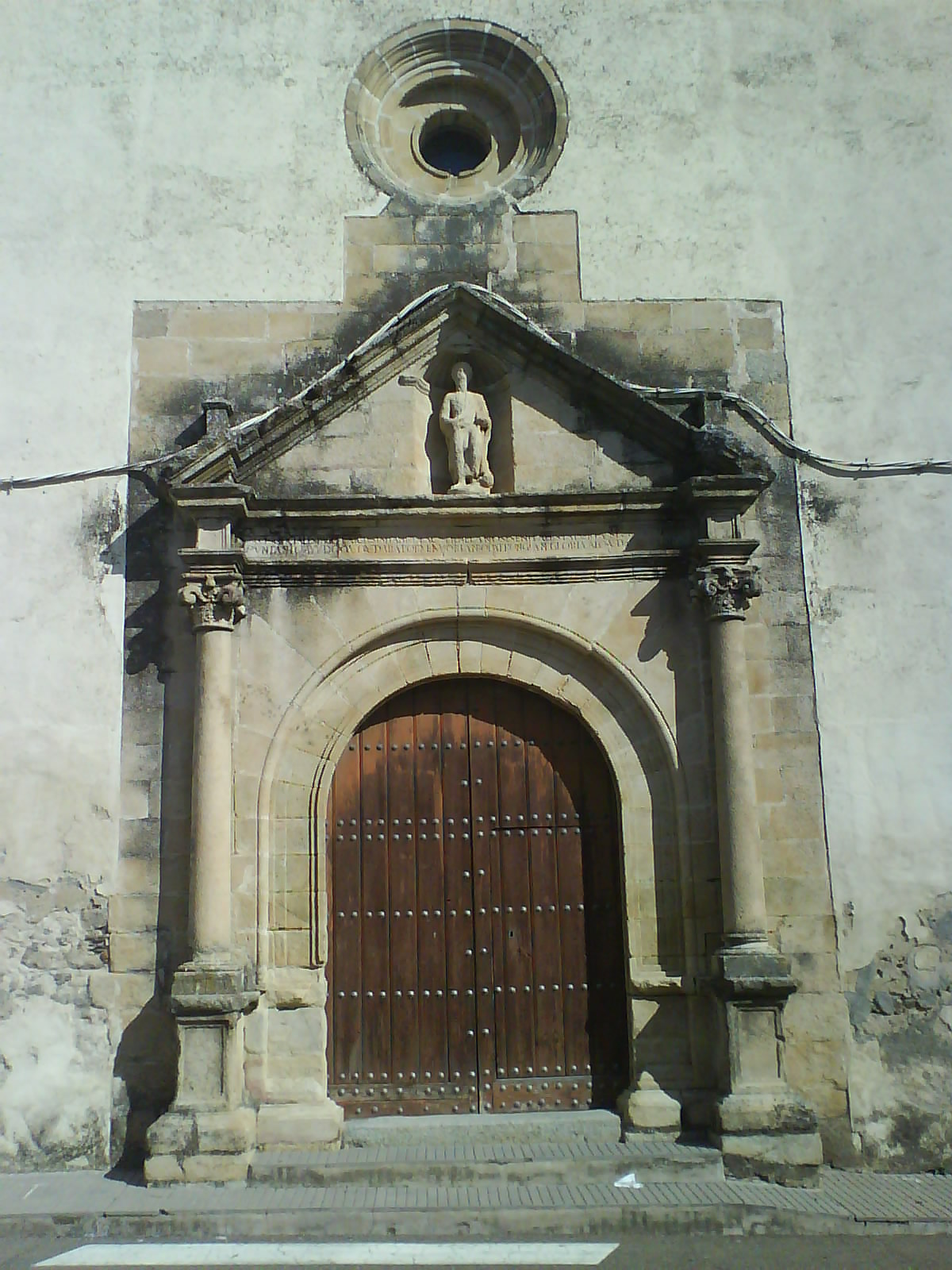
Portada de la Iglesia de San Bartolomé Apóstol de Herguijuela.

A principios del siglo XVI fue sede de la heredad de Martín de Chaves, vecino de Trujillo y fundador del mayorazgo de Chaves, hijo natural de Alonso de Sotomayor y Florentina Valverde, que pasó unas décadas después a los Vargas Carvajal descendientes del doctor Lorenzo Galíndez de Carvajal y Beatriz Dávila, quienes vincularon primero el oficio de correo mayor de Indias y a finales del siglo XVII el título de condes de Castillejo, de origen peruano. Esta heredad de Herguijuela incluía la Viña de Aceituno. En 1594 formaba parte de la Tierra de Trujillo en la provincia de Trujillo. A la caída del Antiguo Régimen la localidad se constituye en municipio constitucional en la región de Extremadura, desde 1834 quedó integrado en el Partido Judicial de Logrosán. En el censo de 1842 contaba con 130 hogares y 712 vecinos.
Entre muchos otros personajes, destacan los hermanos Jiménez, vecinos de la localidad, que participaron activamente en la conquista de México. Además, el también herguijueleño Francisco Becerra fue el arquitecto de la construcción de la Catedral de Puebla (México), y de la de Lima y Cuzco en Perú, además de otros templos de Quito (Ecuador).

## Patrimonio
De los siglos XVI-XVII es la iglesia parroquial católica bajo la advocación de San Bartolomé Apóstol, en el arciprestazgo de Logrosán de la Diócesis de Plasencia (Archidiócesis de Mérida-Badajoz)